# ماريا دولبيانكا
ماريا دولبيانكا (21 أكتوبر 1861-7 مارس 1919) كانت فنانة وناشطة بولندية، اشتهرت بتعزيز حق المرأة في التصويت والتعليم العالي.
درست دولبيانكا الفن في وارسو وفيينا وباريس، وحصد اثنان من أعمالها تميزًا في معرض باريس في عام 1900. كانت العديد من لوحاتها صورًا لصديقتها الشاعرة ماريا كونوبنيكا. ترشحت دولبيانكا في عام 1908 عن الحزب الزراعي في انتخابات البرلمان الغاليسي، ولكن القواعد البرلمانية لم تسمح بها لأنها امرأة. عملت دولبيانكا مندوبة للحكومة المؤقتة، وذلك عندما حصلت النساء البولنديات على حق التصويت في عام 1918. ماتت من التيفوس (الحمى النمشية) التي انتقلت إليها أثناء مساعدة السجناء في الحرب البولندية الأوكرانية في عام 1919.

## النشأة
وُلِدت ماريا دولبيانكا في 21 أكتوبر عام 1861 في كراكوف، دوقية كراكوف الكبرى، في الإمبراطورية النمساوية لوالديها ماريا من فيدجولكوفسكي وهينريك دوليبا. كانت عائلتها من طبقة النبلاء المالكة للأراضي، وحملت عائلة والدتها شعار النبالة شليبوفرون، وحملت عائلة والدها شعار النبالة ألاباندا. التحقت بمدرسة ماليشيفسكا التأهيلية في كراكوف، وأخذت دروسًا فنية خاصة مع الفنان يان ماتيكو حتى عام 1872. لم تتمكن من الحصول على القبول في أكاديمية كراكوف للفنون الجميلة لأنها امرأة؛ فاستمرت بدراستها في مدرسة فيينا للفنون والحرف حيث درست مع ليوبولد هوروفيتز.
انتقلت بعد عامين إلى وارسو، حيث تدربت مع فويتشخ غيرسون، وسافرت بعدها إلى باريس في عام 1884 للتدريب في أكاديمية جوليان. درست في باريس مع ويليام أدولف بوغيرو، وكارولوس-دوران، وجان-جاك هينر وطوني روبرت-فلوري حتى عام 1886. كانت غالبية لوحات دولبيانكا عبارة عن صور أو مشاهد لنساء وأطفال. شاركت في العروض في وارسو ولاحقًا في باريس بعد العرض الأول في كراكوف.

## الموت والإرث
توفيت دولبيانكا في 7 مارس عام 1919 في مدينة لفيف ودُفِنت في قبر كونوبنيكا في مقبرة ليخاكيف. حضر الجنازة عدد كبير من الناس كحدث وطني، واستقطبت نشطاء الحركة النسائية والأمهات العازبات، وكذلك سكان الملاجئ وأوصياء السكان. أُعيد دفن رفات دولبيانكا في وقت لاحق في قبر منفصل.
اختفت دولبيانكا، مثل العديد من الناشطات، من كتب التاريخ حتى عودة الحركة النسائية في تسعينيات القرن العشرين. اشتهرت بعملها الرائد في مجال حقوق المرأة للمساعدة في قبول النساء في أكاديمية الفنون الجميلة، ولإنشاء أول مدرسة ثانوية للبنات في لفيف. تُذكر حملتها التاريخية في عام 1908 باعتبارها علامة فارقة في النضال من أجل حق المرأة في التصويت في بولندا. أُعلِن عن فلم امرأة قوية للمخرجين مارتا دزيدو وبيوتر شليفوفسكي في عام 2018. وصف الفلم نضال النساء البولنديات من أجل الحصول على حقوق متساوية، وأخذت الممثة البولندية ماريا سورين دور دولبيانكا.